# Der Rebell von Java
Der Rebell von Java (Originaltitel: Fair Wind to Java) ist ein US-amerikanischer Abenteuerfilm von 1953 unter der Regie von Joseph Kane. Die Hauptrollen sind mit Fred MacMurray und Vera Ralston  besetzt. 
Der Film basiert auf Garland Roarks Roman Fair Wind to Java, herausgegeben 1948 in Garden City in New York.

## Handlung
Diese Geschichte beginnt etwa drei Wochen vor einer schrecklichen Naturkatastrophe. Ein amerikanisches Segelschiff kreuzt in den javanischen Gewässern. Es ist die Gerrymander, die Captain Boll für die Firma Calva und Adams in Boston steuert. Boll nimmt Kurs auf Surabaya, nachdem er den Angriff eines Piratenschiffs abgewehrt hat. Sein erster Maat ist neidisch auf ihn und hätte gern seinen Posten. Da das Schiff in den letzten Monaten keinen Gewinn eingefahren hat, scheint sein Ziel näherzurücken. Von Soerabaja, einem Indonesier, dessen Leben er einmal gerettet hatte, erfährt Boll, dass eine Dschunke, die gesunken ist, die berühmten Pieterzoon-Diamanten an Bord gehabt haben soll, die verschwunden sind. Soerabaja erzählt ihm auch, dass ein Mann namens Saint Ebenzer, ein eingebürgerter ehemaliger niederländischer Staatsbürger, hinter den Diamanten her sei. Er warnt Boll noch ausdrücklich vor diesem. Unmittelbar darauf wird Soerabaja von Ebenezers Leuten aufgelauert. Diesmal kommt Boll zu spät, man hat den alten Mann getötet. Ebenezer ist jedoch noch da und warnt Boll nun seinerseits davor, nach den Diamanten zu suchen, täte er es doch, wäre das sein sicherer Tod. 
Als Boll sich nach der geheimen Fracht erkundigt, präsentiert man ihm eine aus einem Sultanspalast entführte Tänzerin. Boll zahlt nach zähen Verhandlungen 450 Gulden für sie und lässt sie, versteckt in einer Kiste, auf sein Schiff bringen. Flint beobachtet den Captain und bekommt nicht nur mit, dass dieser eine Sklavin an Bord schmuggelt, sondern auch, dass Boll die Frau nach den Pieterzoon-Diamanten ausfragt. Er erpresst ihn mit seinem Wissen und schlägt eine Partnerschaft vor, auf die Boll sich gezwungenermaßen einlassen muss. Als der Captain erneut versucht, von Kim Kim, so heißt die entführte Frau, etwas über die Diamanten zu erfahren, weist sie ihn empört aus dem Raum. Anderentags erzählt er ihr von seinem Traum, ein eigenes Schiff zu besitzen, und wie hart er sich durchschlagen musste. Berührt antwortet Kim Kim, dass sie alles tun wolle, damit sein Traum in Erfüllung gehe. Kurz darauf erzählt sie ihm von einer Insel mit einem Berg und einem Tempel, der dem Feuergott Vishnu geweiht sei. Ihre Mutter sei einmal mit ihr dort gewesen und habe ihr gesagt, dass die Pieterzoon-Diamanten Vishnu gehören würden. Die Diamanten seien Sonne und Feuer, so wie Vishnu. Die Insel sei eine Feuerinsel mit einem Vulkan. Ihr Vater sei wegen der Diamanten, die er dorthin zurückgebracht habe, getötet worden. 
Flint ist inzwischen nicht untätig, und versucht, die Besatzung gegen Boll aufzuwiegeln, was nach hinten los geht. Als sie in Richtung der Insel mit Vishnus Tempel segeln, hat Kim Kim Angst, dass der Gott verärgert sein werde. Aber auch Saint Ebenezer, alias Pulo Basar, steuert die Insel an. In einem Moment der Unachtsamkeit, greift Basar mit seinen Männern die „Gerrymander“ an. Es entbrennt ein Kampf, der damit endet, dass Captain Boll und seine Mannschaft sowie Kim Kim überwältigt und auf Besars Inselfestung verschleppt werden. Dort herrscht Pulo Besar, wie er sich dort nennt, in unvorstellbarem Luxus. Als Kim Kim sich seinem Wunsch widersetzt, zu tanzen, ordnet er an, sie zu foltern, um so das Geheimnis über die Pieterzoon-Diamanten aus ihr herauszupeitschen. Die junge Frau schweigt jedoch eisern. Selbst als man ihr ihre Mutter vorführt, die auch gequält werden soll, verweigert Kim Kim sich. Erst als man ihr droht, Boll umzubringen, erklärt sie sich bereit, Besar zu dem Schatz zu führen. 
Das Piratenschiff nimmt nun Kurs auf die Vulkaninsel Krakatau. Boll findet eine Möglichkeit, sich und seine Männer zu befreien und die Verfolgung der Piraten aufzunehmen. Die Piraten, die sich auf der „Gerrymander“ befinden, kann man außer Gefecht setzen und so das Schiff wieder übernehmen und Besars Schiff folgen. Als die Schiffe sich der Insel nähern, rumort es dort schon gewaltig, ein Vulkanausbruch kündigt sich an. Aber Besar missachtet die Gefahr in Erwartung der Diamanten im Tempel und Boll ist ihm dicht auf den Fersen. Als Boll gewahr wird, dass Kim Kim sich in höchster Gefahr befindet, zählt für ihn nur noch, sie zu retten. In letzter Sekunde zieht er sie aus der Gefahrenzone und erreicht mit ihr die „Gerrymander“. Als beide zurückschauen, bricht der Vulkan aus und die Insel versinkt und mit ihr auch Besar. Boll und Kim Kim umarmen sich. Obwohl die Pieterzoon-Diamanten für ihn verloren sind, kann Boll sich seinen Traum vom eigenen Schiff erfüllen, denn für die Übergabe von Besars Inselfestung erhält er von den niederländischen Behörden 100.000 Gulden. Boll kauft die „Gerrymander“, mit der in Zukunft über die Meere steuern wird und natürlich wird auch seine Frau mit an Bord sein: Kim Kim. 

## Produktionsnotizen und Hintergrund
Die Filmaufnahmen entstanden im Zeitraum 23. Juni bis Mitte Oktober 1952. Teile des Films wurden bei Point Dume in Malibu in Kalifornien gedreht, weitere Aufnahmen entstanden in Hilo auf Hawaii. Eine Lagune und der Vulkan wurden auf dem Gelände von Republic Pictures errichtet. Ob die Pläne verwirklicht worden sind, Filmaufnahmen auch in Indonesien zu drehen, wie Hollywood Reporter im April 1951 berichtete, ist nicht überliefert. In den Szenen mit den Piraten wurden 25 Stuntmen eingesetzt. Es handelt sich um einen Film von Republic Pictures Corp. Die Brüder Howard und Theodore Lydecker waren für die Spezialeffekte im Film verantwortlich. Die Kostüme stammen von Adele Palmer. Zeitgenössische Werbematerialien berichteten seinerzeit, dass der Film $ 2.000.000 in der Herstellung gekostet habe.
Die Weltpremiere des Films fand am 28. Januar 1953 in Miami und Miami Beach statt. Am 28. April 1953 lief der Film dann allgemein in den USA an. In der Bundesrepublik Deutschland hatte Der Rebell von Java am 6. Oktober 1953 Premiere, in Österreich im März 1954.
Nach dem Erfolg des Films Wake of the Red Witch, dem als Vorlage Garland Roarks gleichnamiger Roman zugrunde lag, erstand der Präsident von Republic Pictures Herbert J. Yates auch die Rechte an Roarks neuem Abenteurerroman Fair Wind Java. Obwohl Hollywood Reporter berichteten, dass John K. Butler das Drehbuch verfassen solle, wurde es dann von Richard Tregaskis geschrieben, einem Kriegskorrespondenten, der gerade aus Indonesien zurückgekehrt war. John Wayne der die männliche Hauptrolle in Wake of the Red Witch (deutscher Titel: Im Banne der roten Hexe) spielte, war ursprünglich auch für die Hauptrolle in diesem Film vorgesehen, was sich aber zerschlug. Ein weiterer Film, der sich des Themas Krakatau annahm, war die Cinerama-Produktion von 1969 Krakatoa – Das größte Abenteuer des letzten Jahrhunderts von Bernard L. Kowalski mit den Hauptdarstellern Maximilian Schell, Diane Baker und Brian Keith.
Begleitkommentar am Anfang des Films: „Im Jahr 1883 spielte sich in Niederländisch-Ostindien eine der größten Naturkatastrophen ab, die die Welt je erlebt hatte. Vulkane und heftige Erdbeben sind auf Java und den vielen umliegenden großen und kleinen Inseln nichts Außergewöhnliches. Aber der Ausbruch des Krakatau übertraf alles bisher Dagewesene. Noch in 5000 Meilen Entfernung war die gewaltige Explosion zu verspüren, bei der die Insel buchstäblich in Stücke sprang und 50.000 Menschen ertranken in der ungeheuren Flutwelle, die die Nachbarinseln überspülte.“
Krakatau
ist eine Vulkaninsel in der Sundastraße zwischen den indonesischen Inseln Sumatra und Java. Bei der Eruption am 27. August 1883 wurde die Insel nahezu vollkommen zerstört. Dieser Ausbruch war der zweitgrößte Vulkanausbruch der Neuzeit. Auf den umliegenden Inseln wurden 165 Städte und Dörfer zerstört und 36.417 Menschen getötet. Von der Vulkaninsel versanken zwei Drittel im Meer. 
Vishnu
ist ursprünglich eine vedische Gottheit, ein Gott der Sonne, des Lichtes und der Wärme, der die Zeit in Bewegung setzte, das Universum durchdrang und den Raum ausmaß.

## Kritik
HHT ging in der New York Times auf die Premiere des Films ein und zeigte sich wenig begeistert. Er sprach von einer exotisch verzierten Wirkungsstätte für Fred MacMurray, Vera Ralston und die weiteren Darsteller. Dem Kritiker missfiel auch das kontinuierliche aufgeblasene Streben nach malerischen Effekten und auch die von ihm als „dumm“ bezeichneten Dialoge und sinnlosen Prügeleien fanden nicht seinen Beifall. Die Schauspieler würden sich bis zum bitteren Finale dahinschleppen.
Bei At-A-Glance Film Reviews fiel das Urteil nicht besser aus. Dem Low-Budget-Seefahrer-Abenteuer fehle es an Durchblick, Spannung und der Anschein einer Handlung sei auch ansatzweise nicht zu erkennen.
Cinema sprach von einem „spannende[n] Abenteuer mit wahrhaft explosivem Höhepunkt“ und Cinefacts befand: „Packender Abenteuerfilm“. Für das Lexikon des internationalen Films handelte es sich um „knallbuntes Abenteuerkino“.